# Síndrome serotoninérgico
El síndrome serotoninérgico involucra sintomatología que ocurre específicamente ante el uso de medicación serotoninérgica o drogas ilícitas cuyo mecanismo de acción será la liberación del neurotransmisor serotonina. La presentación de dicha sintomatología será desde leve hasta severa, incluyendo un alto potencial de fallecimiento. En los casos leves suele caracterizarse el aumento de presión, taquicardia, sin aumento variado de temperatura. Posteriormente, en los casos moderados, es donde se encuentran modificaciones tales como fiebre, agitación, hiperreflexia, temblor, sudoración, enrojecimiento, dilatación pupilar y diarrea. En casos severos, la temperatura puede superar los 41,1 °C. Cabe destacar que inclusive pueden presentarse convulsiones.
Comúnmente, este cuadro es causado por el uso de dos o más medicamentos o drogas con acción serotoninérgica; se pueden incluir a los inhibidores de la recaptación de serotonina (ISRS), los inhibidores de la recaptación de norepinefrina (IRSN), los inhibidores de la monoamino oxidasa (IMAO), los antidepresivos tricíclicos, las anfetaminas, la petidina (meperidina), los opioides, la buspirona, L-triptófano, la 5-HTP, MDMA, metoclopramida, LSD o cocaína. La sobredosis por ISRS ocurre en hasta un 15% y la presentación del cuadro suele ser dentro de veinticuatro horas tras la estimulación excesiva. El diagnóstico se basa en los antecedentes junto a la clínica del paciente. Es de sutil mención que los síntomas pueden presentarse en otros cuadros como el síndrome neuroléptico maligno, la hipertermia maligna, el síndrome anticolinérgico, el EVC, o incluso en meningitis. Ninguna prueba de laboratorio puede confirmar el diagnóstico.
El tratamiento inicial consiste en la suspensión de los medicamentos. En caso de agitación, se puede recurrir al uso de benzodiacepinas. Si esto no es suficiente, un antagonista como la ciproheptadina puede contribuir a la mejoría del cuadro. En caso de elevación de la temperatura, se puede optar por medidas de soporte (como el uso de paños tibios). El número de casos, al año, asociado a síndrome serotoninérgico no está claro; con tratamiento adecuado, el riesgo de muerte disminuye a menos de 1%.

## Causas
Se produce por la toma de fármacos utilizados en el tratamiento de enfermedades muy diversas, pero que tienen en común su capacidad de aumentar la liberación de serotonina en el cerebro y en otros órganos.
Puede producirse por el uso de drogas (éxtasis, anfetamina, metanfetamina, metilfenidato, catinonas sintéticas) y, más raramente, de extractos de plantas (ginseng, hierba de San Juan) y suplementos nutricionales (triptófano). Frecuentemente surge cuando se utiliza más de una de estas sustancias al mismo tiempo, aunque se han descrito casos producidos tras la toma de una única sustancia o fármaco, especialmente en los individuos «de metabolización lenta» (actividad lenta del enzima CYP2D6 implicado en el metabolismo de numerosos fármacos).
Además de los receptores serotoninérgicos, puede estar asociado a disfunción del sistema endocrino, dopaminérgico, GABA y el del glutamato.

### Fármacos
Los fármacos más frecuentemente implicados son los antidepresivos (Inhibidor selectivo de la recaptación de serotonina, ISRSN, IMAO, tricíclicos) y los analgésicos opiáceos (tramadol, petidina), antihistamínicos de primera generación, neurolépticos clásicos, etc. También se han descrito casos con sumatriptán, valproato, litio, selegilina, metoclopramida y otros medicamentos de uso menos común. Algunos preparados mucolíticos también han sido implicados, y al menos un caso se produjo por la acción de simpaticomiméticos como «gotas nasales descongestionantes» o anestésicos locales con vasoconstrictores, lo cual podría sugerir que los agonistas adrenérgicos puedan estar implicados también en el citado síndrome. La lista de sustancias se va ampliando a medida que aparece nueva casuística.

### Fisiopatología

Receptor de serotonina (5-HT), el exceso puede ser causado por falla en cualquier de sus mecanismos.

Estos fármacos pueden potenciar los efectos de la serotonina, bien aumentando la síntesis de esta a partir del L-triptófano, bien inhibiendo su degradación por la monoaminooxidasa (IMAO), bien incrementando su liberación (MDMA, anfetamina, fenfluramina), inhibiendo su retroalimentación negativa (inhibidores selectivos de la recaptación de serotonina como la fluoxetina o la sertralina, otros antidepresivos como la venlafaxina y, también, agentes como anfetamina, petidina, dextrometorfano, nefazodona) o actuando directamente sobre los receptores de serotonina (buspirona).

## Síntomas
Se manifiesta principalmente por alteraciones mentales, hiperactividad autonómica y trastornos neuromusculares.
Las alteraciones mentales pueden ser:
- Intranquilidad.
- Agitación.
- Confusión.
- Desorientación.
- Ansiedad.

Entre los síntomas de hiperactividad autonómica destacan:
- Fiebre.
- Frecuencia cardíaca elevada.
- Diarrea.
- Vómitos.
- Sudoración.
- Dilatación pupilar.

Los trastornos neuromusculares más comunes son:
- Temblores.
- Movimientos musculares involuntarios (mioclonías).
- Rigidez.
- Clono inducido.
- Reflejos excesivos (hiperreflexia).
- Falta de coordinación motora (ataxia).

### Complicaciones
En casos muy severos, como en sobredosis de cocaína o MDMA, los síntomas son:
- Rigidez.
- Hipertermia.
- Insuficiencia respiratoria (neurogénica).
- Confusión.
- Coma.
- Muerte.

## Epidemiología
Su gravedad es muy variable y depende de la causa. En algunos pacientes aun síntomas leves y transitorios pueden ser graves, como taquicardia en hipertensos. Más del 50% requiere ingreso en la terapia intensiva. El protocolo de actuación a seguir es de suma importancia, no siempre bien aplicado al ser este un síndrome desconocido aún por el 85% de la comunidad médico-sanitaria.
Habitualmente el paciente mejora rápidamente tras suspender la medicación (la mayoría en las primeras 24 horas), pero la gravedad es muy variada y algunos precisarán ingreso en la unidad de cuidados intensivos. La mortalidad se estima cercana al 10 %.

## Tratamiento
Se basa en la supresión inmediata del fármaco o los fármacos responsables,y si es el caso, en la suministración de fármacos benzodiazepinicos.
En el control de la agitación no se debe prender el paciente a la cama con ligaduras, recordemos que una de las muertes por síndrome serotoninérgico se produjo porque la paciente que lo presentaba fue erróneamente diagnosticada y ligada, con lo cual las convulsiones desembocaron en un estado de rigidez muscular grave y un brusco aumento de la temperatura) de la hipertermia, en el soporte vital y en la utilización de fármacos antagonistas serotoninérgicos, principalmente la ciproheptadina y la clorpromacina aunque el tratamiento con los neurolépticos es puesto en duda por algunos profesionales ya que algunos individuos 'metabolizadores lentos' han presentado síntomas compatibles con el síndrome serotoninérgico tras la toma de neurolépticos. El fármaco de primera elección y menor riesgo es el diazepam especialmente por su excelente acción relajante muscular, actuando sobre las mioclonías y convulsiones.